# Église Saint-Pierre de l'Île-Saint-Denis
L’église Saint-Pierre, située à l'angle du quai de Seine et de la rue de l'Église, sur l'Île-Saint-Denis est une église affectée au culte catholique. 

## Historique

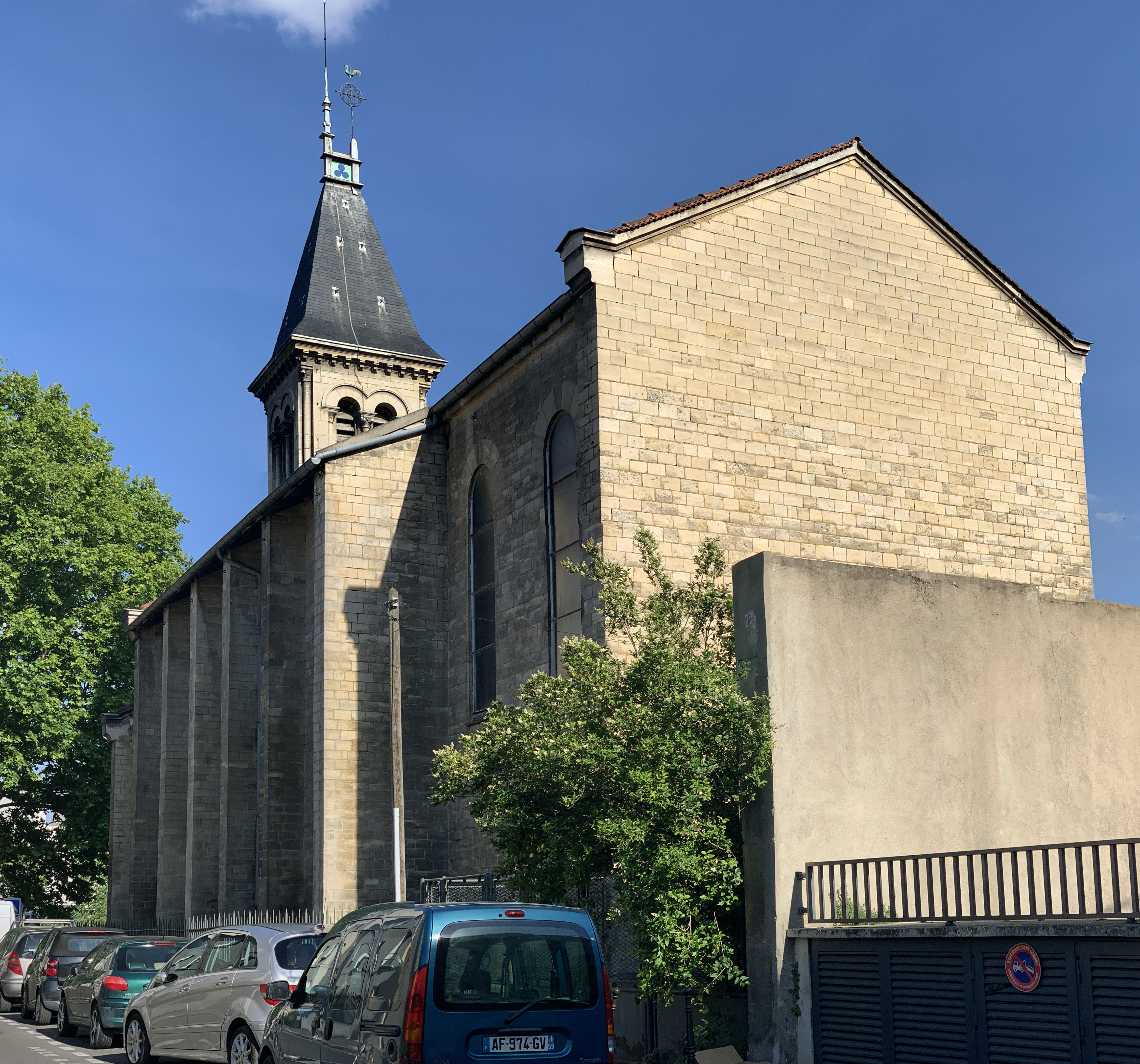
L'église en mai 2020.

Dû à l'isolement de l'Ile-Saint-Denis, ses habitants ne bénéficiaient jusqu'au XVIIIe siècle ni d'une paroisse, ni d'un lieu de culte, malgré plusieurs demandes.
Après que l'autorisation en eut été finalement donnée par le cardinal de Retz, l'église primitive de l'Île-Saint-Denis fut édifiée en 1620, en tant que chapelle de la paroisse Saint-Marcel ; elle était dédiée à saint Sébastien, et servait aussi de refuge aux habitants lors des inondations.
Déjà réparée en 1817, et fort exigüe, sa reconstruction fut décidée en 1830. Une autre église, construite en 1832 par l'architecte Auguste Guenepin, se révèle trop petite.
En 1855, l'ancienne église est détruite et les dernières tombes du cimetière qui lui étaient accolées, sont transférées au cimetière de L'Île-Saint-Denis, et le parvis nivelé. La dernière inhumation y avait eu lieu le 20 décembre 1847.
Dès 1859, l'église se révèle déjà trop petite. La décision d'un nouvel édifice est alors prise, l'église actuelle est construite , puis inaugurée le 14 septembre 1884, en style néo-roman.